# Halo Top
Halo Top cui nome intero è Halo Top Creamery, è una azienda statunitense di gelati, presente al momento principalmente in paesi anglosassoni quali Stati Uniti, Canada, Australia, Nuova Zelanda, Regno Unito ma che si sta affermando anche sul suolo europeo, avendo importato i suoi prodotti anche in Germania e Paesi Bassi . Il marchio è commercializzato come alternativa a basso contenuto calorico, sostituendo parzialmente lo zucchero con stevia, un dolcificante a base vegetale, e eritritolo, un alcol zuccherino.

## Storia
Il marchio fu fondato nel 2011 da uno degli avvocati della Justin Wollverton di Latham & Watkins LLP negli Stati Uniti. Wollverton, il quale doveva seguire una dieta ipoglicemica, iniziò a produrre gelati nella sua cucina.
Halo Top fu lanciato a Los Angeles il 15 giugno 2012 e attualmente è venduto negli Stati Uniti, Australia, Nuova Zelanda, Canada, Messico, Irlanda, Germania, Paesi Bassi e Regno Unito, per un prezzo che si aggira intorno ai 5 dollari per barattolo.
Da allora le vendite aumentano continuamente, tanto da superare nel luglio 2017 marchi più noti come Ben & Jerry’s e Haagen-Dazs.

## Il prodotto
I gelati Halo Top sono a basso contenuto calorico, compreso tra le 240 e le 360 calorie a barattolo, e a basso contenuto di zucchero, mentre presentano un alto contenuto di proteine e fibre.
Gli ingredienti usati sono simili a quelli di un qualsiasi gelato confezionato: latte scremato, uova, eritritolo, fibra probiotica, proteine del latte concentrate, panna, zucchero, glicerina vegetale, aromi naturale, stevia, gomma di carruba, gomma di guar.
I valori nutrizionali medi per 100 grammi sono i seguenti:
- 240 calorie
- 8 grammi di grassi
- 24 grammi di proteine
- 20 grammi di fibre.

Halo Top offre una vasta gamma di gusti, includendo gusti senza lattosio e vegani. I consumatori possono anche suggerire nuovi gusti sul sito Halo Top.
L’azienda descrive il suo prodotto come il primo gelato che può essere consumato giornalmente, senza eccedere con le calorie, anche se diversi nutrizionisti ci hanno tenuto a specificare che “solo perché è una scelta più leggera, non significa che sia una buona scelta”.

## Gelaterie
Halo Top ha aperto le prime gelaterie nel 2018, sotto il nome di “Scoop Shop”.
Queste gelaterie offrono coni e coppe gelato con diversi guarnizioni e gusti come vaniglia, cioccolato, burro di arachidi con un ridotto contenuto calorico.
Il menu prevede anche offerte senza lattosio.